# Victoria Justice
Victoria Justice (født 19. februar 1993 i Hollywood, Florida) er en amerikansk singer-songwriter, danser og skuespiller. Hun er mest kendt for rollen som Tori Vega i Nickelodeon-serien Victorious.

## Tidlige liv
Justice er datter af Zack og Serene Justice. Hendes far har både engelske, irske og tyske forfædre, og hendes mor har forfædre fra Puerto Rico. Navnet "Justice" betyder retfærdighed.
Da hun var 11 år flyttede familien til Los Angeles, Californien. Herefter var hun med i adskillige reklamefilm.

## Karriere
I 2005 havde Justice sin debut som Stella i filmen Mary. I 2009 medvirkede hun i Nickelodeon-filmen Spectacular! med rollen som Tammi Dyson. I 2010 fik hun en af sine bedste roller; Tori Vega i Nickelodeon-serien Victorious. Senere blev der indspillet en film baseret på serien, kaldet Freak the Freak Out, hvor hun også har rollen som Tori Vega. Hun har også spillet med i filmen The Boy Who Cried Werewolf, samt haft gæsteoptrædener i The Troop, True Jackson, VP, iCarly og Nickelodeon-filmen Fun size. 

### Soundtrack-albummer
Justice har ikke selv indspillet nogen albummer, men medvirker på soundtracks til de serier, hun har medvirket i.
- Spectacular! (2009)
- Victorious (2011)
- Victorious 2.0 (2012)
- Victorious 3.0 (2012)

Justice har udgivet singlerne:
- Make It Shine
- Freak the Freak Out
- Beggin' on Your Knees
- Best Friend's Brother
- Leave It All to Shine
- Countdown
- Take a Hint
- Make It In America
- L.A. Boyz
- Here's 2 Us
- Gold
- shake

Justice er kåret adskillige gange som bedste kvindelige skuespiller på grund af hendes rolle som Tori Vega [kilde mangler]